# Hamilton Glacier (glaciär i Antarktis, lat -82,67, long 160,25)
Hamilton Glacier är en glaciär i Antarktis. Den ligger i Östantarktis. Nya Zeeland gör anspråk på området. Hamilton Glacier ligger 861 meter över havet.
Terrängen runt Hamilton Glacier är varierad. Trakten är obefolkad. Det finns inga samhällen i närheten. 